# Eperjesenyicke
Eperjesenyicke (szlovákul: Haniska) község Szlovákiában, az Eperjesi kerület Eperjesi járásában.

## Fekvése
Eperjestől 5 km-re délre, a Tarca bal partján fekszik.

## Története
1288-ban említik először abban az oklevélben, melyben birtokosa, Simon fia György szolgálataiért megjutalmazza Péter nevű vazallusát. A település vélhetően ennél korábban keletkezett, hiszen az oklevél szerint korábbi birtokosa egy István nevű nemes volt. A 13. és 16. század közötti oklevelekben „Enezke”, „Enizke” alakban szerepel.
A 18. század végén Vályi András így ír róla: „ENITZKE. Hanitzka. Tót falu Sáros Vármegyében, birtokosai Sárosi, és más Urak, lakosai katolikusok, fekszik Kendi felett, Harságnak szomszédságában, Torisza vize mellett, Eperjestől fél mértföldnyire, úgy látszatik, mintha réttye, és erdeje tsekélyes volna; de mivel földgye igen jó nemű, ’s közel Eperjesen jó piatzozása lévén, második Osztálybéli.”
A községet 1831-ben kolerajárvány sújtotta, melyet követően az akkori Sáros vármegyében parasztfelkelés robbant ki.
Fényes Elek 1851-ben kiadott geográfiai szótárában így ír a faluról: „Enyiczke, Sáros v. tót falu, ut. p. Eperjeshez délre 3/4 mfd. a kassai országutban a Tarcza mellett: 192 romai, 23 g. kath., 100 evang., 3 zsidó lak. Több urasági lakház és vendégfogadó. Termékeny föld és rét. F. u. a Sárosy nemzetség.”
1920 előtt Sáros vármegye Eperjesi járásához tartozott.
Egy ideig Eperjes része volt, ma ismét önálló község.

## Népessége
| Év:            | 1994. | 2004.    | 2014.    | 2024.    |
| -------------- | ----- | -------- | -------- | -------- |
| Emberek száma: | 514   | 586      | 677      | 745      |
| Eltérés:       |       | +14,00 % | +15,52 % | +10,04 % |

| Év:            | 2023. | 2024.   |
| -------------- | ----- | ------- |
| Emberek száma: | 734   | 745     |
| Eltérés:       |       | +1,49 % |

1910-ben 253, túlnyomórészt szlovák anyanyelvű lakosa volt.
2001-ben 563 lakosából 550 szlovák volt.
2011-ben 651 lakosából 608 szlovák volt.

## Nevezetességei
- A Szentháromság tiszteletére szentelt római katolikus temploma 1750-ben épült, 1887-ben és 1916-ban megújították. Főoltára 18. századi.
- Az 1831. évi parasztfelkelés emlékművét 1938-ban emelték.